# Lispe jamesi
Lispe jamesi este o specie de muște din genul Lispe, familia Muscidae, descrisă de John Otterbein Snyder în anul 1954. Conform Catalogue of Life specia Lispe jamesi nu are subspecii cunoscute.